# Agía Ánna
Agía Ánna är en ort i Cypern. Den ligger i distriktet Eparchía Lárnakas, i den östra delen av landet, 28 km söder om huvudstaden Nicosia. Agía Ánna ligger 154 meter över havet och antalet invånare är 262. Den ligger på ön Cypern.
Terrängen runt Agía Ánna är platt åt nordost, men åt sydväst är den kuperad. Trakten runt Agía Ánna är ganska tätbefolkad, med 179 invånare per kvadratkilometer. Närmaste större samhälle är Larnaca, 13,0 km öster om Agía Ánna. Trakten runt Agía Ánna består till största delen av jordbruksmark.
Medelhavsklimat råder i trakten. Årsmedeltemperaturen i trakten är 22 °C. Den varmaste månaden är juli, då medeltemperaturen är 33 °C, och den kallaste är januari, med 10 °C. Genomsnittlig årsnederbörd är 480 millimeter. Den regnigaste månaden är december, med i genomsnitt 113 mm nederbörd, och den torraste är augusti, med 1 mm nederbörd.